# Symbole per
 (mai 2021).
Pour les articles homonymes, voir Per.

Symbole per.

Le symbole per (⅌) est utilisé pour indiquer un rapport.
En Unicode, il s'écrit via le code U+214C. Le symbole n'existe pas en ASCII.

## Sources
- (en) Asmus Freytag, Additional Mathematical and Letterlike Characters, 9 juin 2003 (lire en ligne)